# Глендоніт
Глендоніти — група карбонатних утворень різноманітної форми, що трапляються в родовищах різного віку, від докембрію до сучасних літоральних опадів.

## Опис
Друзи кристалів глендоніта є псевдоморфозами (продуктами заміщення, без зміни початкової форми) кристалів ікаїта (CaCO3 · 6H2O) (за іншими даними: гейлюсит, глауберит, гіпс, целестин, ангідрит, тенардит) — щільними агрегатами кальциту (CaCO3).
Існує опис біохемогенного формування карбонату глендоніта .
Розміри досягають 0,6 — 1,2 метра.

## Поклади
Вперше виявлений в Гренландії, неподалік фіорда Ікка (звідси назва ікаїт).
Назву глендоніт отримав за назвою району Західної Австралії — Гленденбрука, де також був знайдений і описаний.
Також трапляються сферичні утворення, в центрі яких знаходиться кристал глендоніта: вони є з'єднанням глинистих і карбонатних часток.